# Brunellia neblinensis
Brunellia neblinensis är en tvåhjärtbladig växtart som beskrevs av J.A. Steyermark & Cuatrec.. Brunellia neblinensis ingår i släktet Brunellia och familjen Brunelliaceae. Inga underarter finns listade i Catalogue of Life.